# Brewed
Brewed är ett musikalbum från 2017 av den svenska trion Väsen. Det består uteslutande av egenkomponerat material. Skivan gavs ut 28 april 2017.

## Mottagande
Ulf Gustavsson på Upsala Nya Tidning skrev att Väsen "i likhet med stora jazz- och bluesartister" tycks "hitta allt fler nyanser i den musikform de fortsätter utforska, som vanligt med stark dragning åt polska". Kritikern skrev vidare: "Tillika har trion förmåga till ett närmast hypnotiskt driv, med det vindlande flödet i 'Gudda' som exempel på det. Den transparenta stämföringen tangerar stundom ett slags förfinad kammarmusik – men spelmansnerven finns hela tiden med." i Lira skrev Rasmus Klockljung att han ser "Tiomiljonerspolskan" och "IPA-gubben" som "potentiella framtida Väsen-klassiker", och fortsatte: "Väsens melodier fastnar ofta i lyssnarens skalle, men det som är mest intressant är det som händer bakom dem. Den samspelthet som kommer av så många års musicerande tillsammans, och givetvis det faktum att de tre är makalöst skickliga låtsnickrare och virtuosa instrumentalister, gör att stämmor, komp och dynamik ständigt förändras, och det är i mina öron Väsens största styrka."
I Sveriges Radios Kulturnytt rekommenderade Carin Kjellman skivan som en bra introduktion till nordisk folkmusik.

## Låtlista
1. Väsenvalsen
2. IPA-Gubben
3. Sommarpolskan
4. Ellis & Andrés bröllopssvit
5. Bråkstaken
6. Mellow D
7. Framtidens Marsch
8. Jungfrun av Norge
9. Gudda
10. Stråkmakarns polska
11. Tröstemarsch
12. Tiomiljonerspolskan
13. Hogmarkar'n
14. Tanja
15. Sonias promenad